# 札克变换
在数学中，札克变换  （英文：Zak Transform，也称盖尔范德映射）是一种函数算子，其输入是一个一元函数，输出一个二元函数。输出函数称为输入函数的札克变换。该算子以无穷级数定义，其中每一项都是该函数的特定取值和复指数函数的乘积。在信号处理中，札克变换的输入为时域信号，输出是该信号的混合时频表示。输入信号取值可为实值或复值，可定义在连续集（如全体实数）或离散集（如整数或整数的子集）上。札克变换是离散时间傅立叶变换的推广。  
札克变换在不同领域被多人独立发现，各自命名。伊斯拉埃尔·盖尔范德在其关于特征函数的工作中首次引入了这一变换，因而其也被称为盖尔范德映射。1967年，约书亚·札克独立地重新发现了这一变换，称之为“k-q表示”。本领域工作者普遍称这一变换为札克变换，因为札克首先意识到了它的应用前景，并在更一般的情况下，对其进行了更系统的研究。

## 连续时间札克变换：定义
在连续时间札克变换中，假定输入函数为实变函数，设{\displaystyle f(t)} 为实变量t的函数, {\displaystyle f(t)}的连续时间札克变换结果为一个二元函数，其中一个变量是t ，另一个变量用w表示，可由如下多种方式定义：

### 定义1
设a为大于0的常数，{\displaystyle f(t)}的连续时间札克变换可定义如下：
{\displaystyle Z_{a}[f](t,w)={\sqrt {a}}\sum _{k=-\infty }^{\infty }f(at+ak)e^{-2\pi kwi}}

### 定义2
在定义1中，有时取a = 1。 在这种情况下，{\displaystyle f(t)}的连续时间札克变换可以简化为：
{\displaystyle Z[f](t,w)=\sum _{k=-\infty }^{\infty }f(t+k)e^{-2\pi kwi}}

### 定义3
有时，连续时间札克变换可由定义1简化为不同于定义2的另一种形式。在这种形式下， {\displaystyle f(t)}的连续时间札克变换为：
{\displaystyle Z[f](t,\nu )=\sum _{k=-\infty }^{\infty }f(t+k)e^{-k\nu i}}

### 定义4
设T为为大于0的常数。 {\displaystyle f(t)}的连续时间札克变换也可由下式定义：
{\displaystyle Z_{T}[f](t,w)={\sqrt {T}}\sum _{k=-\infty }^{\infty }f(t+kT)e^{-2\pi kwTi}}
此时，t与w满足：{\displaystyle 0\leqslant t\leqslant T}, {\displaystyle 0\leqslant w\leqslant {\frac {1}{T}}}

## 示例
试求如下函数的札克变换：
{\displaystyle \phi (t)={\begin{cases}1,&0\leq t<1\\0,&{\text{otherwise}}\end{cases}}}
解：
{\displaystyle Z[\phi ](t,w)=e^{-2\pi \lceil -t\rceil wi}}
其中{\displaystyle \lceil -t\rceil }表示不小于{\displaystyle -t}的最小整数（ceil函数）。

## 札克变换的性质
以下讨论中的札克变换均采用定义二：
1.线性
设a和b为任意复数，则：
{\displaystyle Z[af+bg](t,w)=aZ[f](t,w)+bZ[g](t,w)}
2.周期性
{\displaystyle Z[f](t,w+1)=Z[f](t,w)}
3.准周期性
{\displaystyle Z[f](t+1,w)=e^{2\pi wi}Z[f](t,w)}
4.共轭性
{\displaystyle Z[{\bar {f}}](t,w)={\overline {Z[f]}}(t,-w)}
5.对偶性
若{\displaystyle f(t)}是偶函数，则：{\displaystyle Z[f](t,w)=Z[f](-t,-w)}
若{\displaystyle f(t)}是奇函数，则：{\displaystyle Z[f](t,w)=-Z[f](-t,-w)}
6.卷积性
令{\displaystyle \star }表示对变量t的卷积：
{\displaystyle Z[f\star g](t,w)=Z[f](t,w)\star Z[g](t,w)}

## 逆变换公式
给定函数的札克变换，原函数可用下式计算：
{\displaystyle f(t)=\int _{0}^{1}Z[f](t,w)\,dw.}

## 离散札克变换：定义
设{\displaystyle f(n)}是一个定义在整数域上的函数，即自变量n是一个整数，满足{\displaystyle n\in \mathbb {Z} } 。与连续时间札克变换相同，{\displaystyle f(n)}的离散札克变换同样是一个二元函数，其中一个自变量是{\displaystyle n} ，另一个变量是一个实数，表示为{\displaystyle w} ；离散札克变换同样有不同的定义，下面给出其中一种定义方式：

### 定义
函数的离散札克变换{\displaystyle f(n)}，记为{\displaystyle Z[f]}，由下式定义，其中{\displaystyle n}是一个整数：
{\displaystyle Z[f](n,w)=\sum _{k=-\infty }^{\infty }f(n+k)e^{-2\pi kwi}.}

### 逆变换公式
给定函数的离散札克变换{\displaystyle f(n)} ，原函数可用下式计算：
{\displaystyle f(n)=\int _{0}^{1}Z[f](n,w)\,dw.}

## 应用
札克变换在物理学中的量子场论、 电气工程中信号的时频表示与数字通信中均有应用。 